# Калинин, Юрий Алексеевич
Юрий Алексеевич Калинин (5 апреля 1929 — 9 июля 2019) — юный участник Великой Отечественной войны, общественный и хозяйственный деятель Советского Союза и Российской Федерации, почётный гражданин города Гуково (2005), художник-оформитель, поэт, писатель.

## Биография
Родился 5 апреля 1929 года в Константиновке Сталинской (ныне Донецкой) области в семье репрессированных казаков. С 1932 года находился в детских домах для сирот. 
В сентябре 1941 года детский дом, в котором воспитывался Юрий был вывезен на Урал. Мальчик постоянно покидал приют, беспризорничал, работал подпаском в колхозе, учился в ФЗУ. В октябре-декабре 1942 года Калинину удалось убежать на фронт, он стал воспитанником 142-й (47-й гвардейской) стрелковой дивизии. С января 1943 года числился в списках личного состава 270-й стрелковой дивизии. С мая 1944 года находился в 143-й танковой бригаде. Участник боёв в центральных и южных регионах России. Освобождал Украину, Белоруссию, Литву, Латвию. В боях получил несколько лёгких ранений. 4 ноября 1944 года недалеко от город Мажейкяй в Литве был тяжело ранен. До мая 1945 года лечился в госпиталях Шауляя, Иванова, Москвы.
После войны, имея статус инвалид II группы, стал трудиться в пошивочных и сапожных мастерских при Военной академии имени М.В. Фрунзе.
Был приговорен к 10 годам исправительных лагерей за нанесение побоев чиновнику, который позволил себе оскорбить и унизить пусть и молодого, но ветерана Великой Отечественной войны. Отправлен трудиться на шахты и рудники Урала и Коми АССР. В заключении очень сильно увлёкся рисованием. Занимался боксом, являлся победителем многих соревнований. В 1956 году, отбыв весь срок наказания, освободился.
В 1956 году оформил семейные отношения, проживал в городе Нерехта Костромской обл. В браке родилось четверо сыновей.
В 1966 году возвратился в Донбасс. Семья стала проживать в городе Гуково Ростовской области стал родным. Активно участвовал в общественной жизни города, занимался военно-патриотическим воспитанием молодёжи и школьников. Пропагандировал спорт. Вместе с гуковским краеведом Л.И. Микулиным организовывал в городе народный музей. Здесь прожил до 2007 года.
Серьёзно занимался изобразительным искусством, являлся самобытным художником. Известен на Дону и в Москве. Организовывал персональные выставками картин. Участник и дипломант Всероссийских фестивалей народного творчества.
Также является автором девяти книг и многих публикаций. Имел членство в Союзе писателей Дона и в Союзе писателей России. Лауреат и дипломант многих литературных конкурсов и премий. Автор книги "Кленовый листок. Стихи и проза".
С 2007 года постоянно проживал в Москве. Активно участвовал во многих общественных мероприятиях Московского комитета ветеранов войны и др., участвовал в возрождении традиций Донского казачества. Награждён многими казачьими наградами, в том числе высшим орденом Войска Донского Золотой Звездой «За национальное возрождение донского казачества».
По решению депутатов городской Думы в 2005 года ему присвоено звание "Почетный гражданин города Гуково Ростовской области".
Умер 9 июля 2019 года. 

## Награды
За боевые и трудовые успехи удостоен:
- Орден Отечественной войны II степени
- Орден Славы III степени,
- медаль За отвагу
- Медаль «За победу над Германией в Великой Отечественной войне 1941—1945 гг.»
- другие медали.
- лауреат Южно-Российской литературно-художественного конкурса «Великий вёшенец»,
- дипломант и золотой медалист М.И. Шолохова.
- Дипломом и медалью Московского Комитета мира,
- Благодарность Федерального агентства по делам национальностей Российской Федерации (2019),
- Литературная премия Валентина Пикуля (2008),
- Золотая Есенинская медаль Московской областной организации Союза писателей России,
- Почётный гражданин города Гуково Ростовской области (2005 год).